# Norwegische Badmintonmeisterschaft 1957
Die Norwegische Badmintonmeisterschaft 1957 fand in Oslo statt. Es war die 13. Austragung der nationalen Meisterschaften von Norwegen im Badminton.

## Titelträger
| Disziplin    | Sieger                       |
| ------------ | ---------------------------- |
| Herreneinzel | Hans Sperre                  |
| Dameneinzel  | Randi Holand                 |
| Herrendoppel | Hans Sperre Svein Goli       |
| Damendoppel  | Randi Holand Ragnhild Holand |
| Mixed        | Hans Sperre Randi Holand     |